# جيري فيربانكس
جيري فيربانكس (بالإنجليزية: Jerry Fairbanks)‏ هو مصور سينمائي ومنتج أفلام ومخرج أمريكي، ولد في 1 نوفمبر 1904 في سان فرانسيسكو في الولايات المتحدة، وتوفي في 21 يونيو 1995 في سانتا باربارا في الولايات المتحدة.

## وصلات خارجية
- جيري فيربانكس على موقع IMDb (الإنجليزية)
- جيري فيربانكس على موقع ألو سيني (الفرنسية)
- جيري فيربانكس على موقع أول موفي (الإنجليزية)
- جيري فيربانكس على موقع قاعدة بيانات الأفلام السويدية (السويدية)
- جيري فيربانكس على موقع قاعدة بيانات الفيلم (الإنجليزية)
- جيري فيربانكس على موقع كينوبويسك (الروسية)